# Speedy Gonzales (film 1955)
Speedy Gonzales (1955) – amerykański film animowany, w którym oprócz tytułowego bohatera występuje Kot Sylwester.
W 1956 roku film dostał Oscara za najlepszy krótkometrażowy film animowany.